# 藤猪省太
藤猪 省太（ふじい しょうぞう、1950年5月11日 - ）は、日本の柔道家。旧姓名：藤猪省三（読み同じ）
現役時代は対外国人選手で生涯無敗を誇り世界選手権大会4連覇を果たすなど、1970年代から1980年にかけて一世を風靡した名選手であったが、一方で3回チャンスがあったオリンピックを怪我やボイコットでことごとく棒に振った悲運の名選手でもあった。現役を引退後は京都産業大学や天理大学で後進の指導に当たり、多くの五輪王者・世界王者を育て上げた名伯楽として知られる。

## 経歴
香川県大川郡大内町（後の東かがわ市）出身。町立大川中学校1年生の時に柔道を始める。
藤猪は当時身長150cm・体重50kg前後と平均的な体躯ながら大相撲の力士に憧れており、角界へ行くために「体を大きくするにはどんなスポーツをやれば良いか」を考え、「柔道だったら背が高くて大きくなるだろう」と思って入部する事にしたという。柔道を始めて半年後には昇段審査に合格したが、初段は14歳以上という講道館の規定に従い段位の允許は保留となった。
昇段審査の翌日には県王者の高校生と乱取稽古を行い、肩車で投げられた際に右の鎖骨を骨折する大怪我を負う。リハビリの後に何とか早く稽古を再開したいと痛みの少ない左組に変更した事が、右利きの藤猪が生涯左組となるきっかけになったという。
翌年には、左組からの袖釣込腰を得意として大川郡内の新人戦大会で優勝し、更には新たに持ち技に加えた左の内股を武器に香川県の県大会を制して、藤猪は2年生にして県王者となった。中学校3年の時に父親の仕事の関係で兵庫県西宮市へ転居し、市立上甲子園中学校へ転校すると、転校後に出場した兵庫県大会で優秀な成績を収めた事から天理高校にスカウトされて入学する事となった。
藤猪の入学した当時の天理高校は全国にその名を轟かせる名門校だったが、藤猪が入学して直ぐの1966年インターハイでは鹿児島実業高校に、翌67年の同大会でも鎮西高校にそれぞれ敗れ、日本一の栄冠は成らなかった。
体重65kg前後と決して大きな体ではない藤猪は、軽量級ながら団体戦代表として活躍する1学年上の野村豊和に敬意とライバル心を持って、野村を目標に日々の練習に打ち込んだ。それまで得意にした内股では重量級に通じず団体戦代表にも選ばれないと痛感した藤猪は、背負投を猛特訓してこれを新たな得意技に昇華させたという。
こうした甲斐もあり2年次より団体戦に抜擢された藤猪は、3年生になるとチームの主将を任ぜらせ、日本一を奪還する事を課せられた。周囲からは前年・前々年に比べると戦力的にも見劣りすると評価されたが、藤猪を中心とする選手たちはインターハイの雪辱を誓って清水国弘部長や加藤秀雄監督、野村基次コーチの下で1日4時間の猛稽古に励み、全員が寮生活を送って柔道漬けの日々に明け暮れた。
1968年に広島県福山市で開催された第17回インターハイで天理高校は、優勝候補と見られていた鹿児島実業高校・習志野高校・鎮西高校を立て続けに降し、決勝戦でも盈進高校を破って優勝を果たした。とりわけ藤猪は初戦の鹿児島実業高校戦において、相手方のポイントゲッターで海外遠征経験もある重量級の鮫島俊隆を背負投に仕留めてチームに勢いをもたらすなどし、4試合を通じて2勝2分の大活躍であった。藤猪は翌日に行われた中量級個人戦も制し、本人も「とわりけ感激深い優勝だった」と語る通り最高の形で高校生活を締め括る事ができた。
高校を卒業後は天理大学の柔道部に進み、初代師範で元全日本王者の松本安市に教えを請う。大学に入学して直ぐの頃は、特に3,4年生の部員達の足に根が生えたような強さに面を喰らい、夏を過ぎる頃までは全く歯が立たなかったという。それでも藤猪の持ち前でもある、相手に技を掛ける隙を与えないほど機関銃のようにガンガン技を掛け続けるスタイルを貫き、大学2年次の1970年には全日本新人体重別選手権大会で優勝したほか、シニアの全日本選抜体重別選手権大会でも世界王者の園田勇に次ぐ準優勝を果たした。年が明けて直ぐのフランス国際大会に派遣されると、試合では持ち前の強気柔道で攻め続け、初めての国際大会で初優勝を飾る快挙を成し遂げた。藤猪曰く、「日本で5,6番目位の実力だと思っていたので、よく判らないままにフランスへ行き、試合では攻めまくって勝てば良いと考えていた」「相手の事は何も知らなかったが、勝つ事の執念だけは燃やしていて、負けたら柔道を辞める位の気持ちで行った」との事。この大会での活躍を以て藤猪の対外国人の強さが周囲に知れ渡り、また藤猪自身も世界で勝ち抜く自信を得たという。
同年9月の第7回世界選手権大会では得意の背負投や巴投が冴え渡り外国人選手を圧倒し、決勝戦では明治大学学生で同学年の重松義成を相手に優勢勝を収めて世界王者に上り詰めた。
また大学4年次の1972年には、中量級の体躯ながら第24回全日本学生選手権大会の無差別級に出場し、準決勝戦では前年王者で重量級の日本大学・遠藤純男から背負投で一本勝を収め、決勝戦では同じく重量級で明治大学の上村春樹に敗れたものの体重差を克服する活躍を見せている。
その後も世界選手権大会では史上初となる4連覇の偉業を達成するなど、世界最強の男と称され、“畳の芸術家”と評された。国際大会においては外国人選手と100戦以上試合をして生涯無敗の戦績を残しているが、この点については藤猪自身、「外国人に負けるのは絶対に嫌で、プライドが許さなかった」と語っている。
華麗な立ち技のイメージが強い藤猪だが、天理高校時代にみっちり鍛え込まれた寝技も決して苦にしていたわけでは無く、実際に世界選手権大会のうち3試合は寝技で一本勝ちを収めている。
自分より重い階級の選手と相対する事も珍しくない団体戦でもその強さは際立っており、藤猪の記憶に拠れば、中学生時代の団体戦で2度だけ相手に敗れた事があるが、以後は天理高校・天理大学時代の7年間を含め負け知らずだったという。
体重無差別で日本一を争う全日本選手権大会には1972年から1976年まで6大会連続で出場し、とりわけ1973年大会では3試合を勝ち上がり、準決勝戦で旭化成の上村春樹に敗れたものの3位に食い込んだ点は特筆される。
体重差を物ともしない技量と勝負度胸は外国人選手相手にも健在で、1974年のアジア選手権大会では本来の中量級に加え無差別級も制した。
一方でオリンピックとは縁がなく、1972年のミュンヘン五輪は膝の故障で、1976年のモントリオール五輪は肘の故障でそれぞれ選考会に間に合わず落選。続く1980年のモスクワ五輪では国内選考会に快勝して遂に代表に内定し金メダル獲得も期待されたが、ソビエト連邦のアフガニスタン侵攻に抗議するという形で日本政府がモスクワ五輪のボイコットを強制したため、山下泰裕らと共に幻の代表に終わった。
幻のモスクワ五輪の後に30歳で現役を引退し、クラレ岡山を経て、京都産業大学で教鞭を執る傍ら同大学柔道部で後進の指導に当たった。この頃の教え子に、後にロサンゼルス五輪で金メダルを獲得する松岡義之がいた。
1991年には母校・天理大学に戻り体育学部体育学科の教授を任ぜられて学生を指導すると同時に、柔道部監督として後の五輪王者・世界王者となる野村忠宏、篠原信一、穴井隆将、大野将平らを指導した。
この間、国際柔道連盟A級審判員の資格を取得して、2008年の北京五輪では女子48kg級決勝戦等で審判員を務めている。
2016年に天理大学を退職。
2018年には故郷である東かがわ市のふるさと大使に委嘱され、更にはインドネシア柔道代表チームの総監督を務めるなど後進の指導も熱心に行っている。

## その他

### 天理大学柔道部の暴力問題
2013年9月には天理大学柔道部で5月から7月にかけて4年生の男子部員4名が1年生の部員複数名に対して暴力を振るい、そのうちの1名が鼓膜を破るなどのケガをしていた事が明らかになった。柔道部部長である藤猪は7月にこの件の報告を受けて、土佐三郎監督や、直接暴力は振るっていなかったものの暴行現場に居合わせた主将の大野将平らと共に、被害者である1年生部員の自宅へ謝罪に赴いた。しかし、女子柔道強化選手への暴力問題を受けて、暴力問題に本格的に取り組む事になった全柔連にはこの件を知らせず、8月には全柔連の新理事に就任した。この問題が発覚した9月4日の記者会見では、「部内と学校の中の話で終わると思った。甘かった」、「（暴力問題の対処は）大学に預けていたので、（学外に）問題が起きている事を言えなかった状況という事です」と述べて、この件を隠蔽する意図は持ち合わせていなかったと主張した。これに対して被害を受けた1年生部員の関係者は、「これほどひどい暴力があった部の部長が、全柔連の理事になるなんて許せない」と憤った。
なお藤猪柔道部部長は3日に全柔連に対して理事を、4日には大学に対して柔道部部長を辞任する意向を伝えた。
この件を受けて天理大学は9月5日、藤猪柔道部部長と土佐監督を解任した事を発表した。柔道部に対しても再発防止策が確認されるまで無期限の活動停止処分を下す事となった。
またこの日、全柔連は藤猪柔道部部長、土佐監督、正木嘉美監督代行の3名を東京に呼び出して、暴力事件の経緯及び全柔連への報告が遅れた点などに関する事情を、大学側が用意した資料を基に聞き出した。翌週にも大学側からの再調査報告を受けて、藤猪らの処分を検討する懲罰委員会を立ち上げる事になった。なお、藤猪柔道部部長が既に提出していた全柔連理事の辞表は5日付けで受理された。
その後、9月11日には大野も別の暴力行為に加担していた事が明らかに。
9月18日に全柔連は懲罰委員会を開いて、藤猪前部長と土佐前監督を「暴力防止義務はあったが手は出していない」として文書による戒告、1年生に平手打ちするなどの暴力を振るった73kg級世界王者で柔道部元主将の大野将平ら4年生9名に3ヶ月の登録停止処分をそれぞれ下した。

## 主な戦績
- 1968年7月 - インターハイ（中量級） 優勝
- 1970年4月 - 全日本新人体重別選手権大会（中量級） 優勝
- 1970年6月 - 全日本学生優勝大会 優勝
- 1970年8月 - 全日本選抜体重別選手権大会（中量級） 2位
- 1971年2月 - フランス国際大会（中量級） 優勝
- 1971年9月 - 世界選手権大会（中量級） 優勝
- 1972年11月 - 全日本学生選手権大会（無差別級） 2位
- 1973年4月 - 全日本選手権大会 3位
- 1973年6月 - 世界選手権大会（中量級） 優勝
- 1974年7月 - 全日本選抜体重別選手権大会（中量級） 優勝
- 1974年11月 - アジア選手権大会（中量級） 優勝・（無差別級） 優勝
- 1975年9月 - 全日本選抜体重別選手権大会（中量級） 3位
- 1975年10月 - 世界選手権大会（中量級） 優勝
- 1976年5月 - 全日本選抜体重別選手権大会（中量級） 2位
- 1977年7月 - 全日本選抜体重別選手権大会（軽中量級） 優勝
- 1978年4月 - 講道館杯（軽中量級） 優勝
- 1978年7月 - 全日本選抜体重別選手権大会（軽中量級） 優勝
- 1978年11月 - 嘉納治五郎杯（軽中量級） 優勝
- 1979年9月 - 全日本選抜体重別選手権大会（軽中量級） 優勝
- 1979年12月 - 世界選手権大会（軽中量級） 優勝
- 1979年 - プレオリンピック（軽中量級） 優勝
- 1980年4月 - 講道館杯（軽中量級） 2位
- 1980年5月 - 全日本選抜体重別選手権大会（軽中量級） 優勝